# بريجيت كراوس
بريجيت كراوس (بالألمانية: Brigitte Kraus)‏ (و. 1956 – م) هي منافسة ألعاب القوى، وعدائة المسافات المتوسطة، من ألمانيا، شاركت في ألعاب أولمبية صيفية 1984، وألعاب أولمبية صيفية 1976.

## روابط خارجية
- بريجيت كراوس على موقع الاتحاد الدولي لألعاب القوى (الإنجليزية)
- بريجيت كراوس على موقع أوليمبيديا (الإنجليزية)